# Georges Benoît
Georges Benoît (Parigi, 27 novembre 1883 – 1942) è stato un direttore della fotografia, attore e regista francese.

## Biografia
Ha lavorato a oltre sessanta film. Durante l'era del muto ha lavorato a Hollywood per por trasferirsi in Francia. Tra il 1929 e il 1934 è apparso in una decina di film come attore. Ha lavorato anche in Argentina dove ha diretto il film del 1919 Juan Sin Ropa ed è stato direttore della fotografia per l'epopea storica The Charge of the Gauchos (1928).

## Filmografia

### Direttore della fotografia
- Regeneration, regia di Raoul Walsh (1915)
- Carmen, regia di Raoul Walsh (1915)
- Il serpente (The Serpent), regia di Raoul Walsh (1916)
- Sangue blu e sangue rosso (Blue Blood and Red), regia di Raoul Walsh (1916)
- Il metodo dell'onore (The Honor System), regia di Raoul Walsh (1917)
- The Scarlet Letter, regia di Carl Harbaugh (1917)
- La derelitta (The Derelict), regia di Carl Harbaugh (1917)
- The Broadway Sport, regia di Carl Harbaugh (1917)
- La figlia del vento (On with the Dance), regia di George Fitzmaurice (1920)
- The Wonder Man, regia di John G. Adolfi (1920)
- The Stealers, regia di Christy Cabanne (1920)
- The Little 'Fraid Lady, regia di John G. Adolfi (1920)
- What's a Wife Worth?, regia di Christy Cabanne (1921)
- Idle Hands, regia di Frank Reicher (1921)
- Live and Let Live, regia di Christy Cabanne (1921)
- Omar the Tentmaker, regia di James Young (1922)
- Wandering Daughters, regia di James Young (1923)
- Trilby, regia di James Young (1923)
- Let's Go, regia di William K. Howard (1923)
- Why Get Married?, regia di Paul Cazeneuve (1924)
- Welcome Stranger, regia di James Young (1924)
- Beyond the Border, regia di Scott R. Dunlap (1925)
- Stop Flirting, regia di Scott Sidney (1925)
- The Texas Trail, regia di Scott R. Dunlap (1925)
- The Bad Lands, regia di Dell Henderson (1925)
- The Scarlet West, regia di John G. Adolfi (1925)
- A Lover's Oath, regia di Ferdinand P. Earle (1925)
- The Prairie Pirate, regia di Edmund Mortimer (1925)
- The Man from Red Gulch, regia di Edmund Mortimer (1925)
- The Danger Girl, regia di Edward Dillon (1926)
- Forbidden Waters, regia di Alan Hale (1926)
- The Dice Woman, regia di Edward Dillon (1926)
- The Speeding Venus, regia di Robert Thornby (1926)
- West of Broadway, regia di Robert Thornby (1926)
- Pals in Paradise, regia di George B. Seitz (1926)
- Jewels of Desire, regia di Paul Powell (1927)
- No Control, regia di E.J. Babille e di Scott Sidney (1927)
- Temptations of a Shop Girl, regia di Tom Terriss (1927)
- The Wagon Show, regia di Harry Joe Brown (1928)
- Una nueva y gloriosa nación, regia di Albert H. Kelley (1928)
- Une belle garce, regia di Marco de Gastyne (1930)
- Partir, regia di  Maurice Tourneur (1931)
- In nome della legge, regia di Maurice Tourneur (1932))
- Vecchio rubacuori, regia di René Guissart (1932)
- Le due orfanelle (Les Deux Orphelines), regia di Maurice Tourneur (1933)
- La miracolosa tragedia di Lourdes, regia di  Henri Fabert (1933)
- La margoton du bataillon, regia di Jacques Darmont (1933)
- L'aristo, regia di André Berthomieu (1934)
- Sidonie Panache, regia di Henry Wulschleger (1934)
- L'oncle de Pékin, regia di Jacques Darmont (1934)
- Justin de Marseille, regia di Maurice Tourneur (1935)
- La principessa Tam Tam (Princesse Tam Tam), regia di Edmond T. Gréville (1935)
- Retour au paradis, regia di Serge de Poligny (1935)
- Marie des Angoisses, regia di Michel Bernheim (1935)
- Il segreto della felicità (Le Secret de Polichinelle), regia di André Berthomieu (1936)
- Notre-Dame d'amour, regia di Pierre Caron (1936)
- Mio padre aveva ragione, regia di Sacha Guitry (1936)
- Les demi-vierges, regia di Pierre Caron (1936)
- La tentation, regia di Pierre Caron (1936)
- Faisons un rêve..., regia di Sacha Guitry (1936)
- Il caso del giurato Morestan (Gribouille), regia di Marc Allégret (1937)
- Le mot de Cambronne, regia di Sacha Guitry (1937)
- Yahya el hub, regia di Muhammad Karim (1938)
- Nuovi ricchi, regia di André Berthomieu (1938)
- L'accroche-coeur, regia di Pierre Caron (1938)
- La moglie del fornaio (La Femme du boulanger), regia di Marcel Pagnol (1938)
- La route enchantée, regia di Pierre Caron (1938)
- Berlingot et Cie, regia di Fernand Rivers (1939)
- La neige sur les pas, regia di  André Berthomieu (1942)
- Promesse à l'inconnue, regia di André Berthomieu (1942)

### Attore
- Capitan Fracassa (Le Capitaine Fracasse), regia di Alberto Cavalcanti e di Henry Wulschleger (1929)
- Une belle garce, regia di Marco de Gastyne (1930)
- Partir, regia di Maurice Tourneur (1931)
- In nome della legge, regia di Maurice Tourneur (1932)
- Le truc du Brésilien, regia di  Alberto Cavalcanti (1932)
- Panurge, regia di Michel Bernheim (1932)
- Le due orfanelle (Les Deux Orphelines), regia di Maurice Tourneur (1933) - non accreditato
- Le grand bluff, regia di Maurice Champreux (1933)
- La miracolosa tragedia di Lourdes, regia di  Henri Fabert (1933)
- La margoton du bataillon, regia di Jacques Darmont (1933)
- Le calvaire de Cimiez, regia di René Dallière e di Jacques de Baroncelli (1934)
- Votre sourire, regia di Monty Banks e di Pierre Caron (1934)
- L'oncle de Pékin, regia di Jacques Darmont (1934)

### Regia
- Juan sin ropa, co-diretto con Héctor Quiroga (1919)
- Fumées (1930)